# 블러드 파이트
《블러드 파이트》(영어: Lady Bloodfight)은 2016년 개봉한 무술 영화이다. 블러드스포트 시리즈 다섯 번째 작품이다.

## 출연진
- 에이미 존스턴 - 제인 존스 역
- 뮤리얼 호프먼 - 수 역
- 제니 우 - 링 역
- 캐시 우 - 와이 역
- 젯 트랜더 - 캐시디 역
- 메이링 잉

## 기타 제작진
- 총괄 제작: 저스틴 버시, 바버카 디엔

## 시청 등급
- 대한민국: 청소년 관람불가